# Andrea Della Rena
Andrea Della Rena, nomi umanistici Andrea Arena o Harena e Andrea Ammonio (Lucca, ottobre 1476 – Londra, 17 agosto 1517), è stato un umanista italiano.

## Biografia
Nato da Elisabetta e Francesco Della Rena, nobile lucchese, fu battezzato nella cattedrale di Lucca il 13 ottobre 1476. Verso il 1494 studiò nell'Università di Bologna, allievo di Oliviero da Montegallo, che gli affidò l'incarico di revisionare la Logica di Stefano Fiandra, che fu così pubblicata nel 1495 con una dedica all'amico Guglielmo Vellutelli e alcuni suoi versi latini.
Trasferitosi a Roma, entrò al servizio dell'ambasciatore inglese, il lucchese Silvestro Gigli, e lo seguì in Inghilterra, quando nel 1505 il Gigli portò a Enrico VII i doni del papa Giulio II. Il Della Rena decise di rimanere a Londra, ed entrò in rapporto con Thomas Linacre, Erasmo da Rotterdam e Tommaso Moro, nella casa del quale abitò fino al 1511, quando si trasferì nel Saint Thomas College e poi nel palazzo di Westminster.
Dopo anni di delusioni, le sue speranze di una fortunata carriera si videro realizzate: nel 1511 fu nominato segretario di Enrico VIII, l'anno dopo divenne canonico della Saint Stephen's Chapel a Westminster e nell'aprile 1514 ottenne la cittadinanza inglese. Cercò anche di ottenere la lucrosa collettoria della Santa Sede in Inghilterra, ossia la direzione dell'ufficio che curava la raccolta delle decime, che era allora gestita a Roma dal cardinale Adriano Castellesi e a Londra da un altro umanista italiano, Polidoro Vergilio, in qualità di sottocollettore. La richiesta di Enrico VIII fu accolta da Leone X il 31 ottobre 1514, ma in seguito alle proteste del cardinale Castellesi, il papa modificò la sua decisione, nominando il Della Rena sottocollettore e mantenendo il Castellesi a capo dell'ufficio. Della Rena riuscì a intercettare una compromettente corrispondenza tra Castellesi e il Vergilio, in base alla quale quest'ultimo fu arrestato, mentre nel 1517 il Castellesi, coinvolto nella nota congiura dei cardinali contro Leone X, dovette lasciare ogni suo incarico. Della Rena ottenne così il titolo di collettore e l'annessa rendita annuale di mille ducati.
Il Della Rena, che aveva assunto il nome letterario di Andrea Ammonio, nel 1511 affidò all'amico Erasmo, in partenza per la Francia, dei suoi carmi latini perché li pubblicasse a Parigi. I Carmina dell'Ammonio apparvero quell'anno senza indicazione del nome del tipografo. Un altro scritto del Della Rena, celebrante la campagna di guerra di Enrico VIII contro i Francesi nel 1513, non ci è pervenuto. L'amicizia con il segretario del re tornò molto utile a Erasmo, quando si trattò di ottenere l'autorizzazione papale all'ottenimento di benefici ecclesiastici e la dispensa a indossare l'abito di canonico agostiniano. Grazie all'interessamento e alle relazioni autorevoli che Della Rena intratteneva con la corte pontificia, Leone X accolse la petizione nel marzo del 1517.
In aprile, Erasmo fu a Londra e in casa del Della Rena gli fu consegnata la dispensa. Fu l'ultimo incontro dei due umanisti, poiché il 17 agosto Della Rena si ammalò improvvisamente ed ebbe appena il tempo di redigere il proprio testamento, con il quale lasciava ogni suo avere alla madre, prima di morire la sera di quello stesso giorno.

## Opere
- Carmina omnia, a cura di C. Pizzi, Firenze, Le Monnier 1958.